# The Best of 1990-1999
Pour les articles homonymes, voir Best of.
 (avril 2017).
Si vous disposez d'ouvrages ou d'articles de référence ou si vous connaissez des sites web de qualité traitant du thème abordé ici, merci de compléter l'article en donnant les références utiles à sa vérifiabilité et en les liant à la section « Notes et références ».
Albums de Yngwie Malmsteen
War to End All Wars
(2000) Live with the New Japan Philharmonic
(2002)
The Best of 1990-1999 est un album compilation du guitariste de heavy metal suédois Yngwie Malmsteen, sorti le 24 avril 2000.

## Présentation
Cet album est l'équivalent européen de Anthology 1994-1999, seconde compilation de Malmsteen sortie le 15 mars, exclusivement au Japon, en édition limitée.
Malgré le titre de l'album, les morceaux ne vont que de 1994 à 1999.
Même s'il manque certains titres-clés, ce disque couvre tous les albums sortis durant cette période, sur le label Pony Canyon.
Contrairement à la compilation japonaise, il n'y a qu'un seul inédit, la reprise d'ABBA (piste no 1).
La reprise Gates of Babylon de Rainbow est présente ici en version live, la version originale étant sur l'album Inspiration (1996).

## Liste des titres
Toutes les chansons sont écrites et composées par Yngwie Malmsteen, sauf annotation.
| 1.    | Gimme! Gimme! Gimme! (A Man After Midnight)                   | Inédit - Reprise d'ABBA                                                               | 5:58 |
| 2.    | Never Die                                                     | The Seventh Sign (1994)                                                               | 3:29 |
| 3.    | Brothers                                                      | The Seventh Sign                                                                      | 3:45 |
| 4.    | Seventh Sign                                                  | The Seventh Sign                                                                      | 6:31 |
| 5.    | Vengeance (Michael Vescera, Malmsteen)                        | Magnum Opus (1995)                                                                    | 4:50 |
| 6.    | Voodoo                                                        | Magnum Opus                                                                           | 6:17 |
| 7.    | Facing the Animal                                             | Facing the Animal (1997)                                                              | 4:35 |
| 8.    | Like An Angel                                                 | Facing the Animal                                                                     | 5:44 |
| 9.    | Another Time                                                  | Facing the Animal                                                                     | 5:02 |
| 10.   | Rising Force (Live) (Joe Lynn Turner, Malmsteen)              | Double LIVE! (1998)                                                                   | 4:27 |
| 11.   | Gates of Babylon (Live) (Ronnie James Dio, Ritchie Blackmore) | Double LIVE!                                                                          | 7:11 |
| 12.   | Blue                                                          | Alchemy (1999)                                                                        | 4:10 |
| 13.   | Hangar 18 Area 51                                             | Alchemy                                                                               | 4:44 |
| 14.   | Cavalino Rampante                                             | Concerto Suite For Electric Guitar & Orchestra In Eb Minor, Opus I - Millenium (1998) | 3:53 |
| 70:36 |                                                               |                                                                                       |      |